# Abutilon malacum
Abutilon malacum är en malvaväxtart som beskrevs av S. Wats.. Abutilon malacum ingår i släktet klockmalvor, och familjen malvaväxter. Inga underarter finns listade i Catalogue of Life.